# جنینگز ۲۰۵۵۵
سیارک ۲۰۵۵۵ (به انگلیسی: 20555 Jennings، نامگذاری:1999RC115) بیست هزار و پانصد و پنجاه و پنجمین سیارک کشف شده‌است که در ۹ سپتامبر ۱۹۹۹ کشف شد.
قدر مطلق سیارک برابر ۱۴.۸ است.